# Асоціація українських організацій в Естонії
Асоціація Українських Організацій в Естонії (ест. Ukraina Organisatsioonide Assotsiatsioon Eestis) — громадська організація українців, що проживають в Естонії. Створена в 2000 році як перша монокультурна організація в Естонії, що об'єднала українські товариства.

## Діяльність
Основне завдання Асоціації Українських Організацій в Естонії — об'єднання українських громад, організацій, колективів і товариств в Естонії.

Об'єднує 19 організацій в Естонії. Мета Асоціації Українських Організацій в Естонії — координація і підвищення ефективності спільної діяльності в сфері підтримки та розвитку культури, мистецтва, збереження традицій і рідної мови. Асоціація постійно приймає до свого складу нові українські організації та сприяє їхньому розвитку, захисту їхніх прав і інтересів, сприяє інтеграційним процесам.

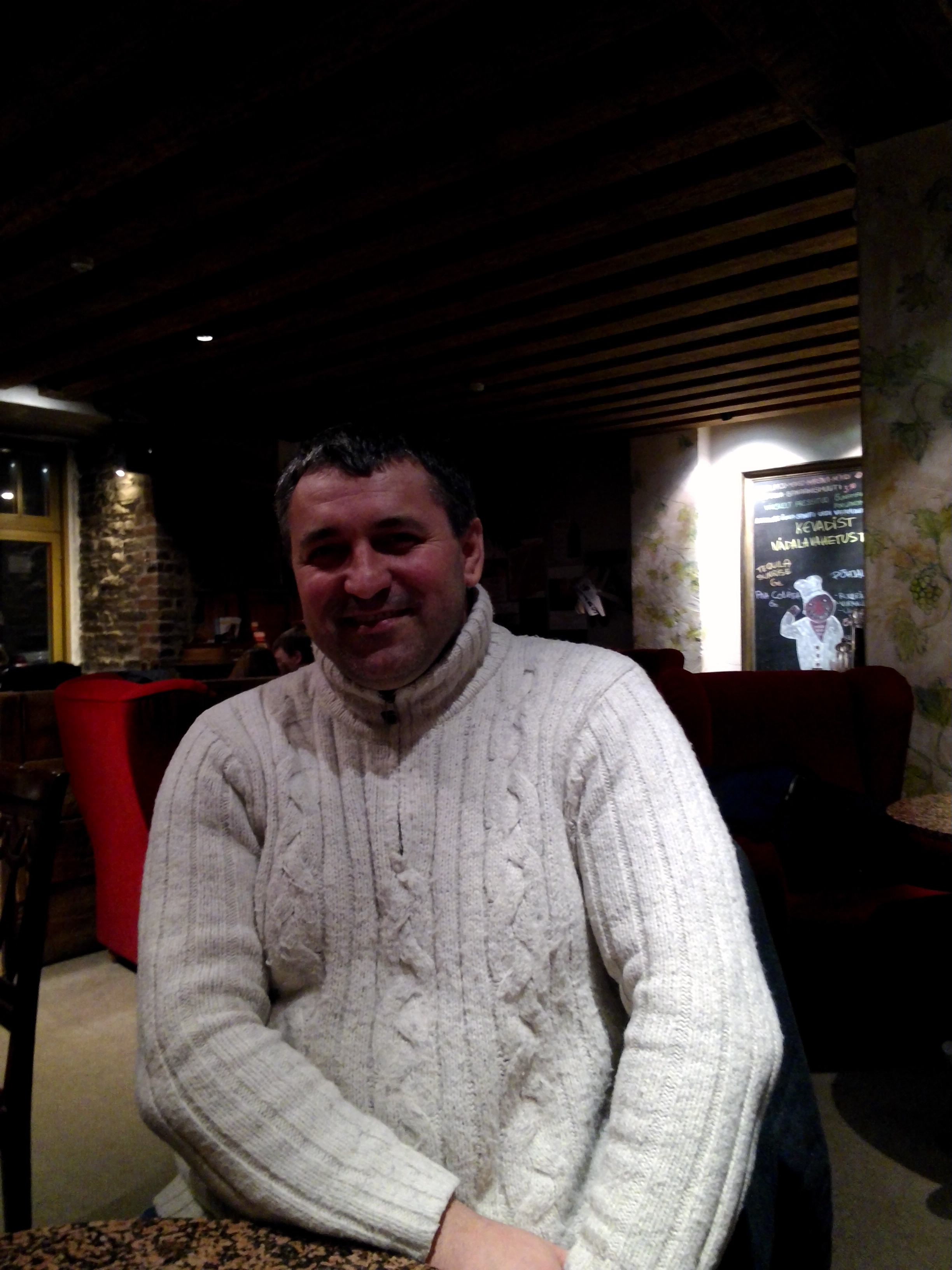
Володимир Паламар — Голова правління Асоціації українських організацій в Естонії

Асоціація Українських Організацій в Естонії не є організацією, яка поглинає іншу організацію, а є їх своєрідною координаційною радою. Члени Правління Асоціації — це голови організації, які входять до складу Асоціації. Правління вирішує, які спільні заходи будуть проводитися і планує їх фінансування. На місцях організації повністю самостійні у своїй діяльності[джерело?].
При товариствах, які входять до складу Асоціації української організації в Естонії, зареєстровані недільні школи, де навчають української мови, традиціям, історії, культурі, музиці та мистецтву.
Асоціація українських організацій в Естонії постійно співпрацює не тільки з організаціями та національними товариствами в Естонії, а також і за кордоном. Бере участь у Міжнародних проектах[джерело?].
Під егідою Асоціації української організації в Естонії проводяться щороку, починаючи з 2000 року, Міжнародний фестиваль дитячої творчості «Квіти України». Міжнародний фестиваль українського мистецтва для дорослих «Північна зірка» проводиться один раз в два роки, починаючи з 2000 року. Окремий напрям роботи Асоціації українських організацій Естонії пов’язаний із сприянням у підписанні різноманітних угод про співпрацю на муніципальному рівні.

## Історія
Асоціація українських організацій в Естонії заснована та зареєстрована 07 лютого 2000 року в Талліні, Естонія. Діяльність розпочала в травні 2000 року. Головною метою створення Асоціації був діалог з міністерством культури Естонії, що з початку 2000-х років почало керувати інтеграційними процесами, котрі відбувалися у національних меншинах. 
У 2008 року Асоціація українських організацій в Естонії пройшла акредитацію в Міністерстві Народонаселення Естонії і Міністерстві культури Естонії і стала парасольковою організацією, через яку йде фінансування на діяльність тих товариств, які входять до складу АУОЕ[джерело?].
З початком широкого російського вторгнення в Україну 24 лютого 2022 року Асоціація створила «Центр допомоги українцям», гарячу лінію «Естонія – Інформація для переселенців», що працювала цілодобово, та Телеграм-канал для інформування й допомоги, який також став офіційним джерелом інформації від Асоціації Українських Організацій в Естонії. Вона інформувала українців як дістатися до Естонії, як отримати фінансову допомогу, знайти роботу й освіту тощо. Також сприяла гуманітарній допомозі для України та забезпеченню українських військових транспортом і оснащенням. Асоціацією було розроблено мобільний додаток для українців для допомоги в пошуку житла в Естонії, вирішенні питань з документами тощо.

## Нагороди
У 2001 році Асоціація української організації в Естонії була нагороджена Почесною Грамотою Кабінету Міністрів України «За вагомий внесок у справу формування позитивного іміджу України у світі, активну громадську діяльність».

## Галерея

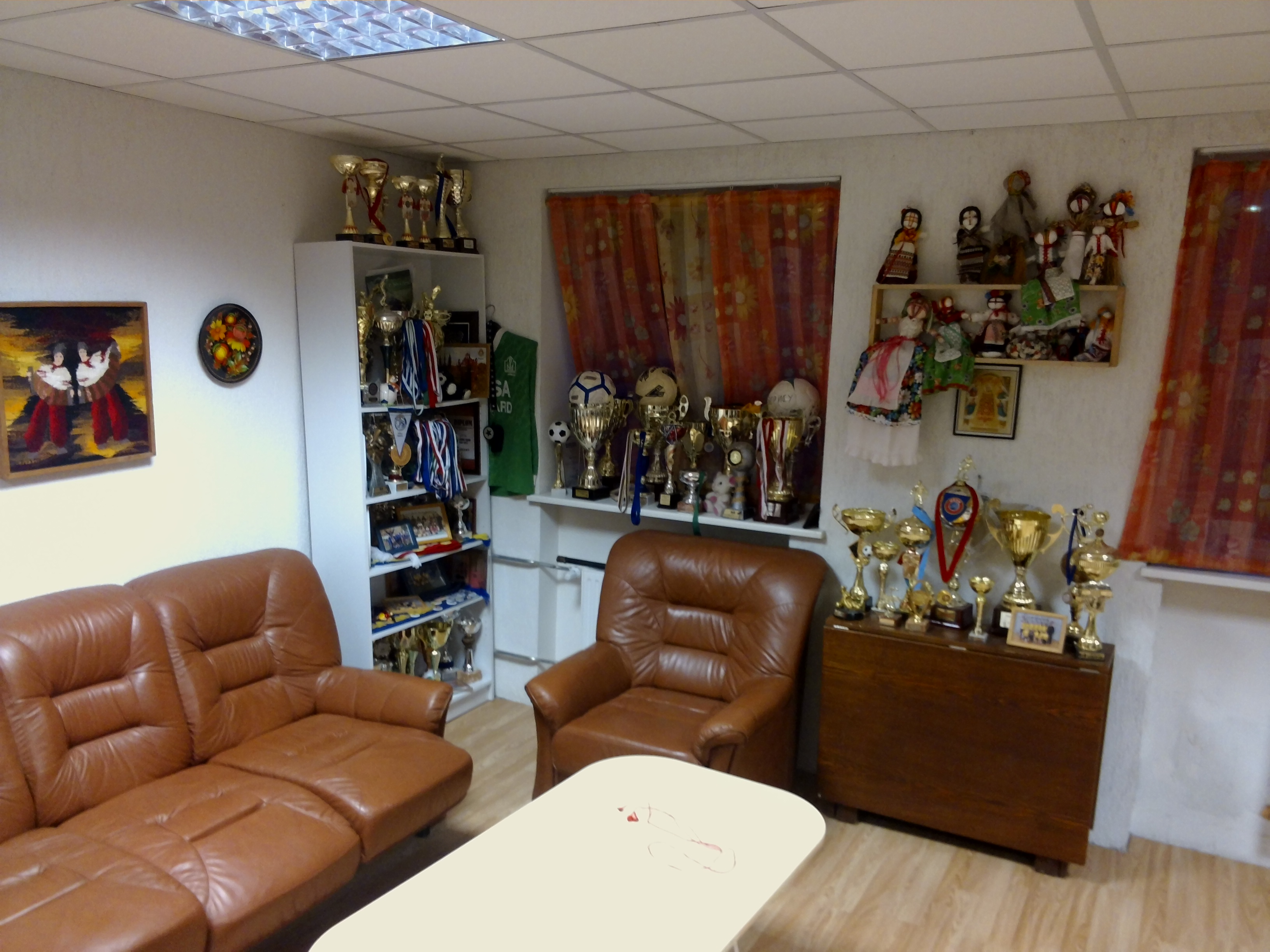
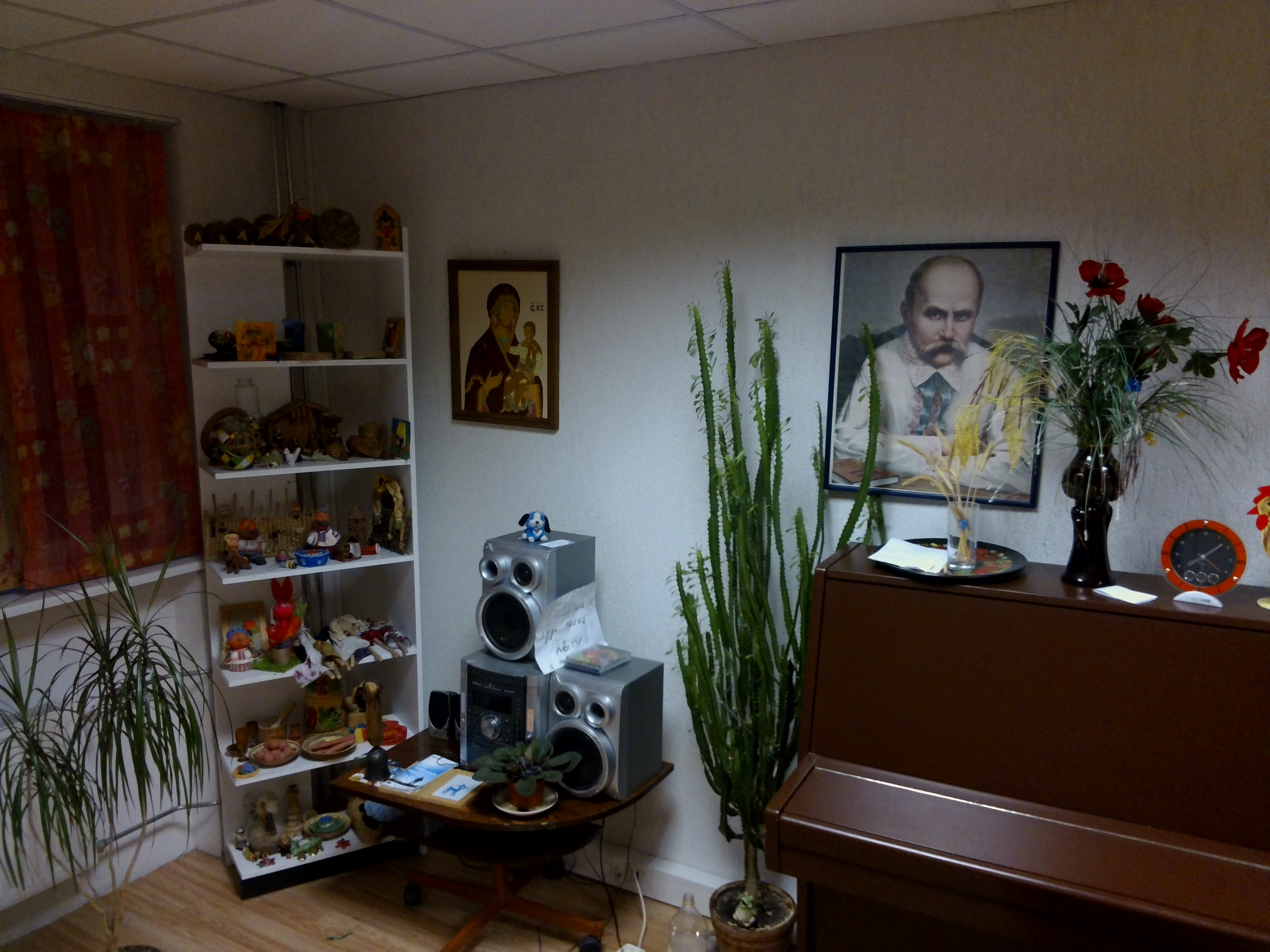
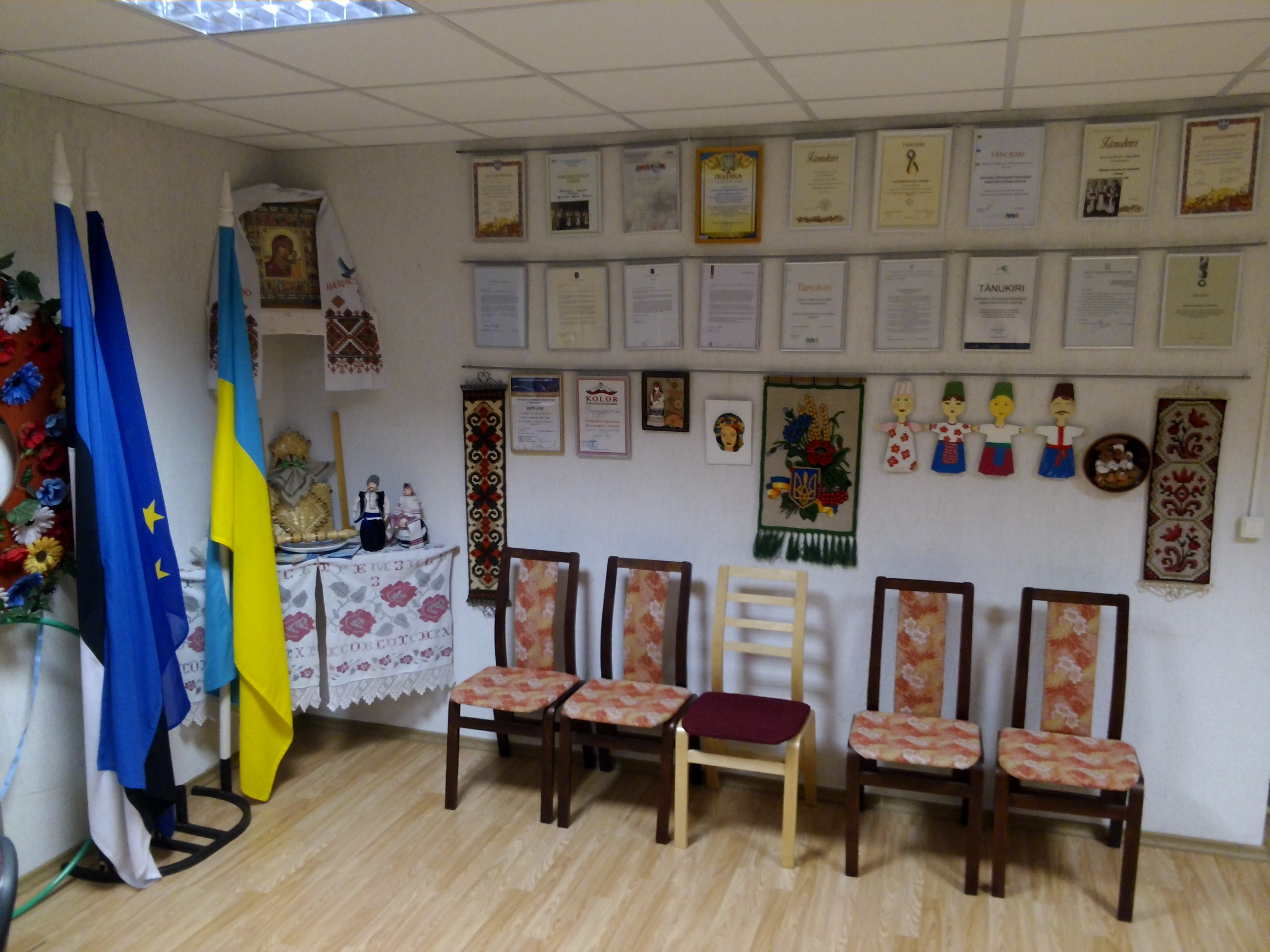
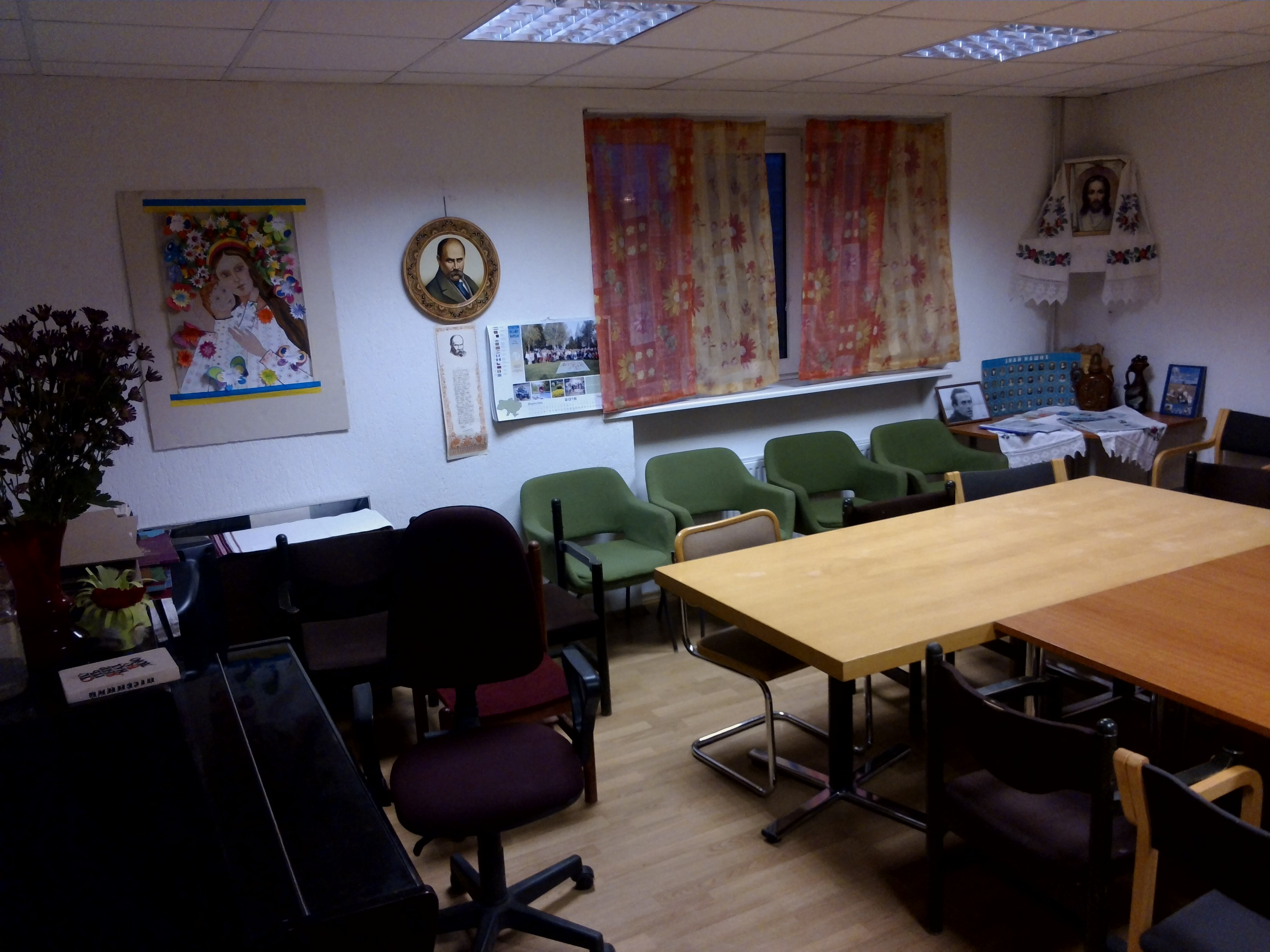
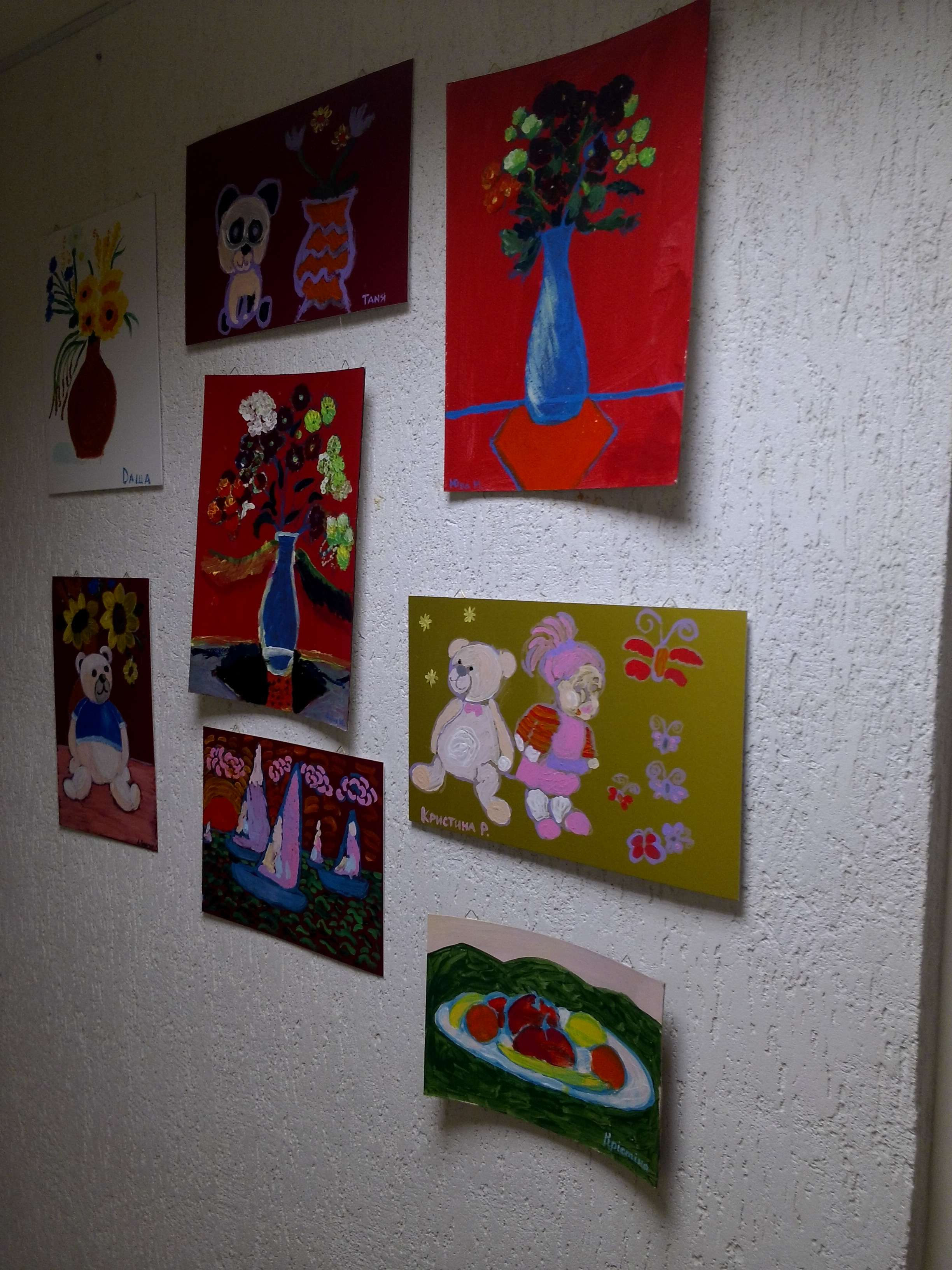
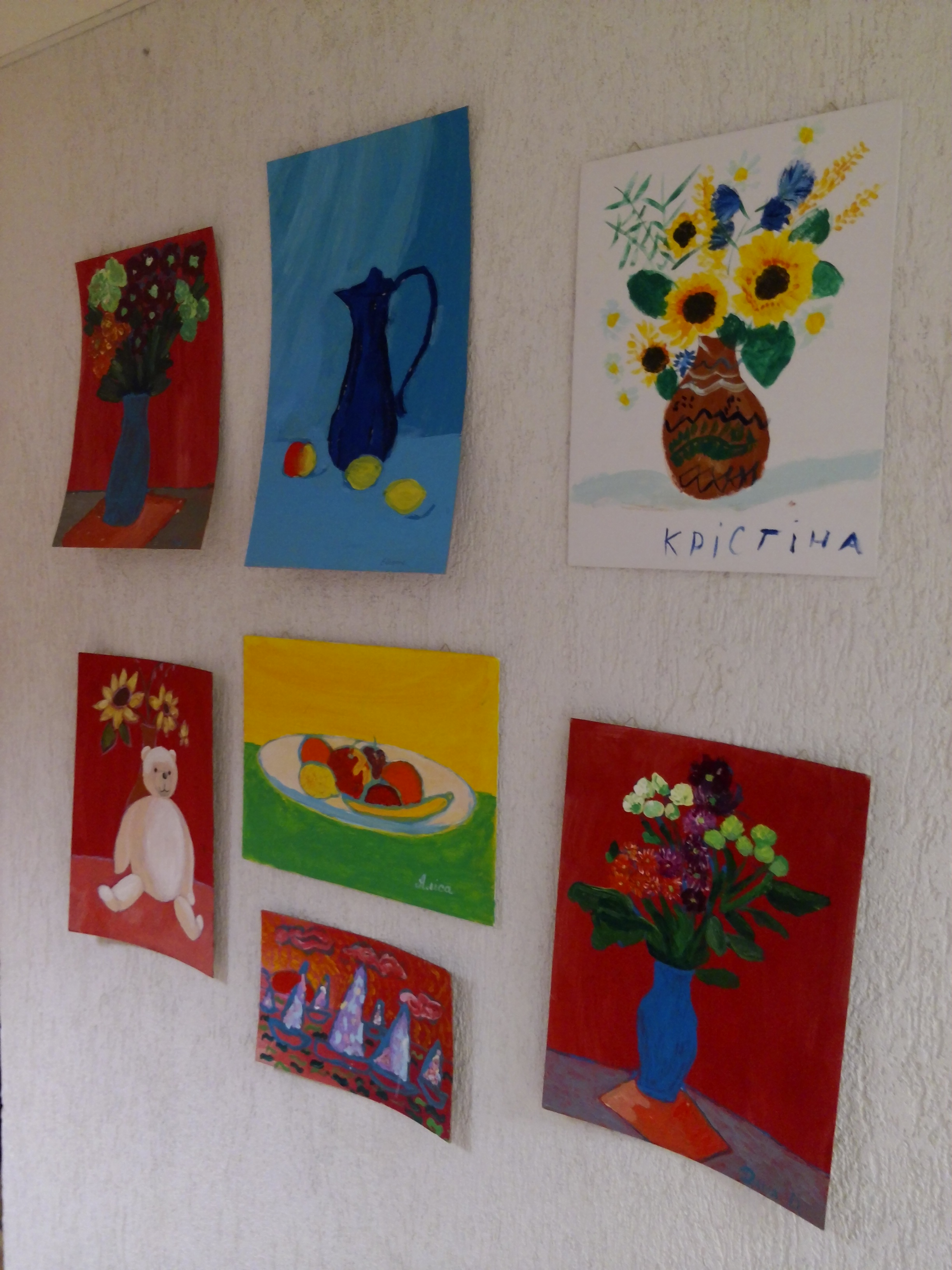
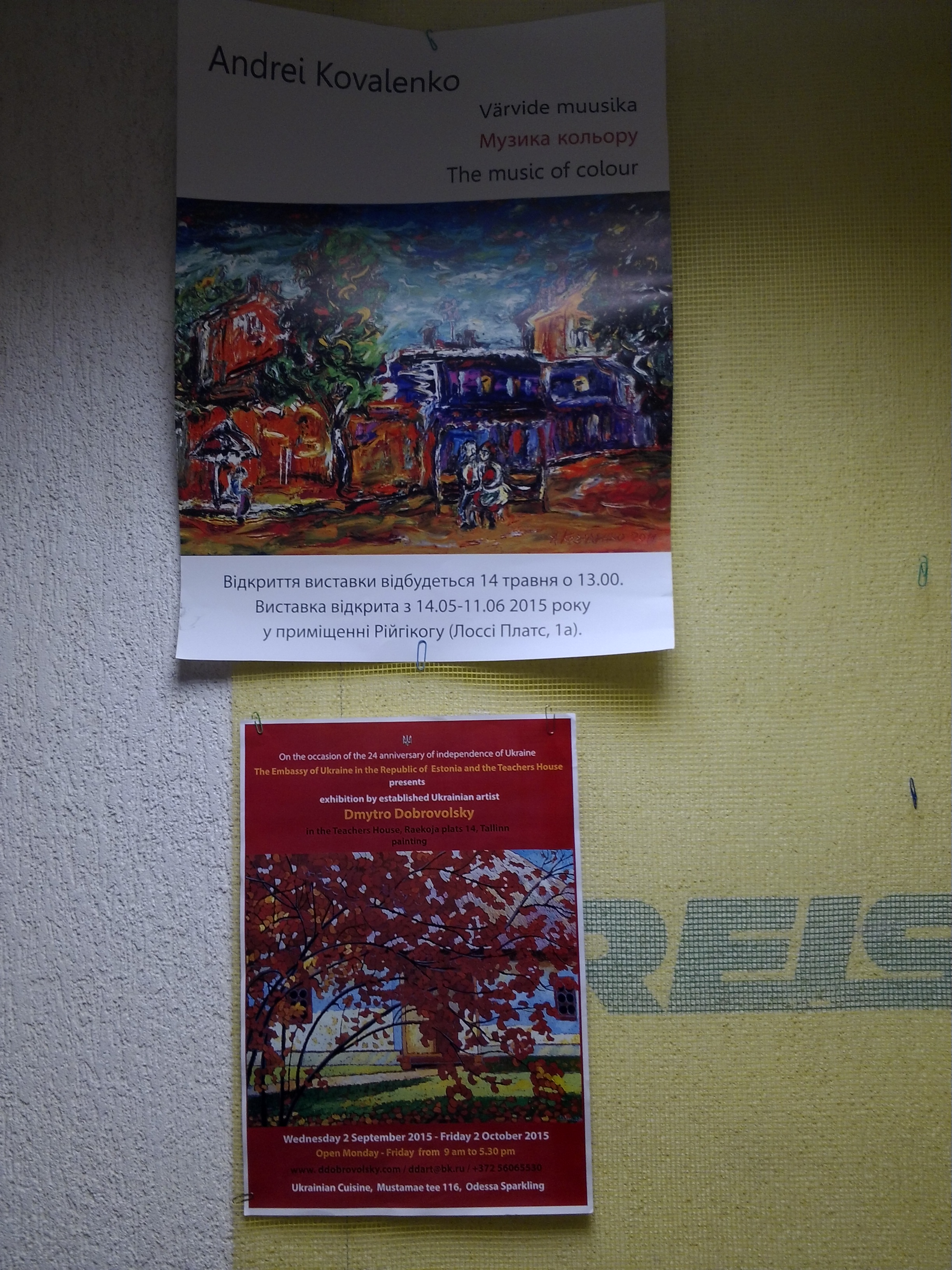